# Fredrik Carlsen
Fredrik Kjernmoen Carlsen (Oslo, 1º dicembre 1989) è un ex calciatore norvegese, di ruolo centrocampista.

## Carriera

### Club

#### Vålerenga
Carlsen ha iniziato la sua carriera professionistica nel Vålerenga, squadra della sua città. Ha esordito nel Norgesmesterskapet il 10 maggio 2008, nella partita vinta dal suo undici per 0-5 in casa dell'Ørn-Horten. L'esordio nell'Eliteserien è arrivato il 5 giugno dello stesso anno, nella vittoria per 3-0 del Vålerenga sull'HamKam: ha sostituito Bengt Sæternes nei minuti finali. Nella stessa stagione ha collezionato anche un'altra presenza nella coppa nazionale, stavolta nella vittoria per 1-4 della sua squadra sul Raufoss, in trasferta. Il Vålerenga si è aggiudicato poi la competizione e Carlsen si è potuto così fregiare della prima medaglia della sua carriera.

#### Aalesund
Per il campionato 2009 si è trasferito in prestito all'Aalesund. Ha debutatto con la nuova maglia alla prima giornata di campionato, datata 15 marzo 2009, contro il Tromsø: è stato infatti impiegato dal primo minuto ed ha segnato anche la sua prima rete nella massima divisione, ma nonostante questo la sua squadra non è andata oltre il pareggio per 1-1. Per la seconda stagione consecutiva, la sua squadra si è aggiudicata la Coppa di Norvegia. L'Aalesund, infatti, ha superato in finale il Molde, ai tiri di rigore. Carlsen, nel corso di questa partita, ha lasciato il campo per doppia ammonizione, diventando così il primo calciatore della storia dello Aalesund ad essere espulso nella finale di una competizione. Successivamente, Aalesund e Vålerenga non hanno trovato l'accordo per rendere definitivo il suo trasferimento, così il prestito è stato rinnovato per un'altra stagione. Carlsen ha siglato la sua seconda rete in campionato ai danni del Rosenborg, sebbene poi la squadra di Trondheim abbia raggiunto il pareggio con Rade Prica. Il 29 luglio 2010 ha giocato la prima gara in Europa, in una competizione per club: infatti, è stato infatti impiegato nel pareggio per 1-1 tra Aalesund e Motherwell. La squadra scozzese ha superato poi il turno. L'anno seguente, ha vinto la terza edizione della Coppa di Norvegia della sua carriera.
Il 26 luglio 2013 ha rinnovato il contratto che lo legava all'Aalesund per altri due anni e mezzo. Il 3 luglio 2015 ha rinnovato ulteriormente l'accordo con il club, fino al 31 dicembre 2017. Il 7 aprile 2017 ha prolungato l'accordo con l'Aalesund fino al 31 dicembre 2020. Al termine del campionato 2017, l'Aalesund è retrocesso in 1. divisjon.
Il 17 marzo 2018, il nuovo allenatore Lars Bohinen lo ha nominato capitano dell'Aalesund.
Il 17 agosto 2021 ha annunciato il proprio ritiro dall'attività agonistica, al termine della stagione.

### Nazionale
Carlsen ha collezionato apparizioni sia con la Norvegia under 18 che con la Norvegia under 19. Conta poi 2 presenze per la Norvegia under 21: la prima di queste è datata 3 settembre 2010, quando è subentrato a Christer Kleiven nella sconfitta per 1-3 contro Cipro.

## Statistiche

### Presenze e reti nei club
Statistiche aggiornate al 15 dicembre 2021.
| Stagione        | Club            | Campionato      | Campionato | Campionato | Coppe nazionali | Coppe nazionali | Coppe nazionali | Coppe continentali | Coppe continentali | Coppe continentali | Supercoppe | Supercoppe | Supercoppe | Totale | Totale |
| Stagione        | Club            | Comp            | Pres       | Reti       | Comp            | Pres            | Reti            | Comp               | Pres               | Reti               | Comp       | Pres       | Reti       | Pres   | Reti   |
| --------------- | --------------- | --------------- | ---------- | ---------- | --------------- | --------------- | --------------- | ------------------ | ------------------ | ------------------ | ---------- | ---------- | ---------- | ------ | ------ |
| 2008            | Vålerenga       | ES              | 1          | 0          | CN              | 2               | 0               | -                  | -                  | -                  | -          | -          | -          | 3      | 0      |
| 2009            | Aalesund        | ES              | 19         | 1          | CN              | 4               | 0               | -                  | -                  | -                  | -          | -          | -          | 23     | 1      |
| 2010            | Aalesund        | ES              | 23         | 1          | CN              | 0               | 0               | UEL                | 2                  | 0                  | SN         | 1          | 0          | 26     | 1      |
| 2011            | Aalesund        | ES              | 11         | 0          | CN              | 2               | 0               | UEL                | 4                  | 0                  | -          | -          | -          | 17     | 0      |
| 2012            | Aalesund        | ES              | 11         | 0          | CN              | 3               | 0               | UEL                | 4                  | 0                  | -          | -          | -          | 18     | 0      |
| 2013            | Aalesund        | ES              | 25         | 2          | CN              | 2               | 0               | -                  | -                  | -                  | -          | -          | -          | 27     | 2      |
| 2014            | Aalesund        | ES              | 10         | 0          | CN              | 2               | 0               | -                  | -                  | -                  | -          | -          | -          | 12     | 0      |
| 2015            | Aalesund        | ES              | 4          | 0          | CN              | 0               | 0               | -                  | -                  | -                  | -          | -          | -          | 4      | 0      |
| 2016            | Aalesund        | ES              | 24         | 1          | CN              | 0               | 0               | -                  | -                  | -                  | -          | -          | -          | 24     | 1      |
| 2017            | Aalesund        | ES              | 27         | 1          | CN              | 4               | 0               | -                  | -                  | -                  | -          | -          | -          | 31     | 1      |
| 2018            | Aalesund        | 1D              | 29+4       | 1+0        | CN              | 0               | 0               | -                  | -                  | -                  | -          | -          | -          | 33     | 1      |
| 2019            | Aalesund        | 1D              | 22         | 0          | CN              | 2               | 1               | -                  | -                  | -                  | -          | -          | -          | 24     | 1      |
| 2020            | Aalesund        | ES              | 14         | 0          | -               | -               | -               | -                  | -                  | -                  | -          | -          | -          | 14     | 0      |
| 2021            | Aalesund        | 1D              | 0          | 0          | CN              | 0               | 0               | -                  | -                  | -                  | -          | -          | -          | 0      | 0      |
| Totale Aalesund | Totale Aalesund | Totale Aalesund | 219+4      | 7+0        |                 | 19              | 1               |                    | 10                 | 0                  |            | 1          | 0          | 254    | 8      |
| Totale          | Totale          | Totale          | 220+4      | 7+0        |                 | 21              | 1               |                    | 10                 | 0                  |            | 1          | 0          | 256    | 8      |

## Palmarès

### Club

#### Competizioni nazionali
- Coppa di Norvegia: 3

Vålerenga: 2008
Aalesund: 2009, 2011
- 1. divisjon: 1

Aalesund: 2019